# Cukrové z Tamfeldu
Cukrové z Tamfeldu, také z Damfeldu, německy Zucker von Thamfeld  byl český šlechtický rod, pocházející údajně z Frank a v Čechách usedlý pravděpodobně od 14. století. Racek Cukr byl v 15. století ve službách rodu Rožmberků, kde získal prostředky na koupi hradu Návarova. Dlužní úpis Racka Cukra z roku 1514 je nejstarší dochovanou písemnou památkou na rod Cukrů z Tamfeldu Ve stejné době vstoupilo rodové jméno do historie osobou Jana Cukra z Tamfeldu, který byl v roce 1506 na Staroměstském náměstí zavražděn neblaze proslulým násilníkem Janem Kopidlanským, který byl ještě téhož roku za své přečiny popraven. Další členové rodu Cukrů mezitím získali statky ve východních Čechách V následujících generacích vlastnili Cukrové menší statky ve středních a západních Čechách a uplatnili se také v nižších funkcích v zemské samosprávě. V osobě zemského soudce Václava Josefa Cukra byli v roce 1712 povýšeni do hraběcího stavu.. Jeho mladším synem Janem Erasmem (1717–1781) rod vymřel. Posledním rodovým sídlem Cukrů byl dnes již zaniklý zámek Újezd Svatého Kříže, který odkazem přešel na spřízněnou rodinu Koců z Dobrše.
 

## Známí členové rodu
- Jan Jindřich Cukr z Tamfeldu, hejtman na Křivoklátě, účastník stavovského povstání, majitel statků na Plzeňsku, postižen pobělohorskými konfiskacemi[4]
- Jaroslav František Cukr z Tamfeldu (†1662), majitel statků Šípy a Razice,[5] hejtman slánského kraje (1648–1657) a rakovnického kraje (1660); manželka Anna Sibyla Žďárská ze Žďáru
- Jan Václav Ignác z Tamfeldu († 1699), majitel statku Razice, dědic panství Újezd Svatého Kříže,[6], hejtman litoměřického kraje 1691–1694[7];  manželka: Alžběta Polyxena Chotková z Chotkova a Vojnína (1670-1714), dcera Viléma Chotka[8]
- Anna Terezie Cukrová z Tamfeldu (1639-1713),  
  - 1. sňatek Karel hrabě Metternich-Winneburg a Beilstein (1609-1669)
  - 2. sňatek: byla třetí a poslední manželkou Zdeňka Kašpara Kaplíře ze Sulevic, s nímž dala na svém panství postavit zámek Újezd Svatého Kříže a po jeho smrti roku 1686 jej zdědila.[9][10].
  - 3. sňatek Filip Emerich hrabě Metternich-Winneburg (1628-1698);
- Václav Josef hrabě Cukr z Tamfeldu (1687-1729), přísedící zemského a komorního soudu, při příležitosti sňatku s Marií Annou z Trauttmansdorffu povýšen do panského a hraběcího stavu (1712). Roku 1719 dal přestavět Dům U Zlatého slona na Staroměstském náměstí v Praze a fasádu upravit na pozdně barokní; do štítu průčelí dal vsadit alianční erb svůj a své manželky. Erb byl přenesen na novostavbu, ale v současnosti se dochovaly jen štíty. Měl dva syny.
- Jan Václav Cukr z Tamfeldu (1713–1751)
- Jan Erasmus Cukr z Tamfeldu (1717–1781),  majitel panství a zámku Újezd Svatého Kříže, stavebník zámku Zahrádka[11][12] byl posledním mužským potomkem rodu. Jím rod po meči vymřel.